# Benczúr Gyula (festő)
Benczúr Gyula  (Nyíregyháza, 1844. január 28. – Dolány (ma Benczúrfalva), 1920. július 16.) magyar festőművész, a Magyar Tudományos Akadémia tiszteleti tagja.

## Életpályája

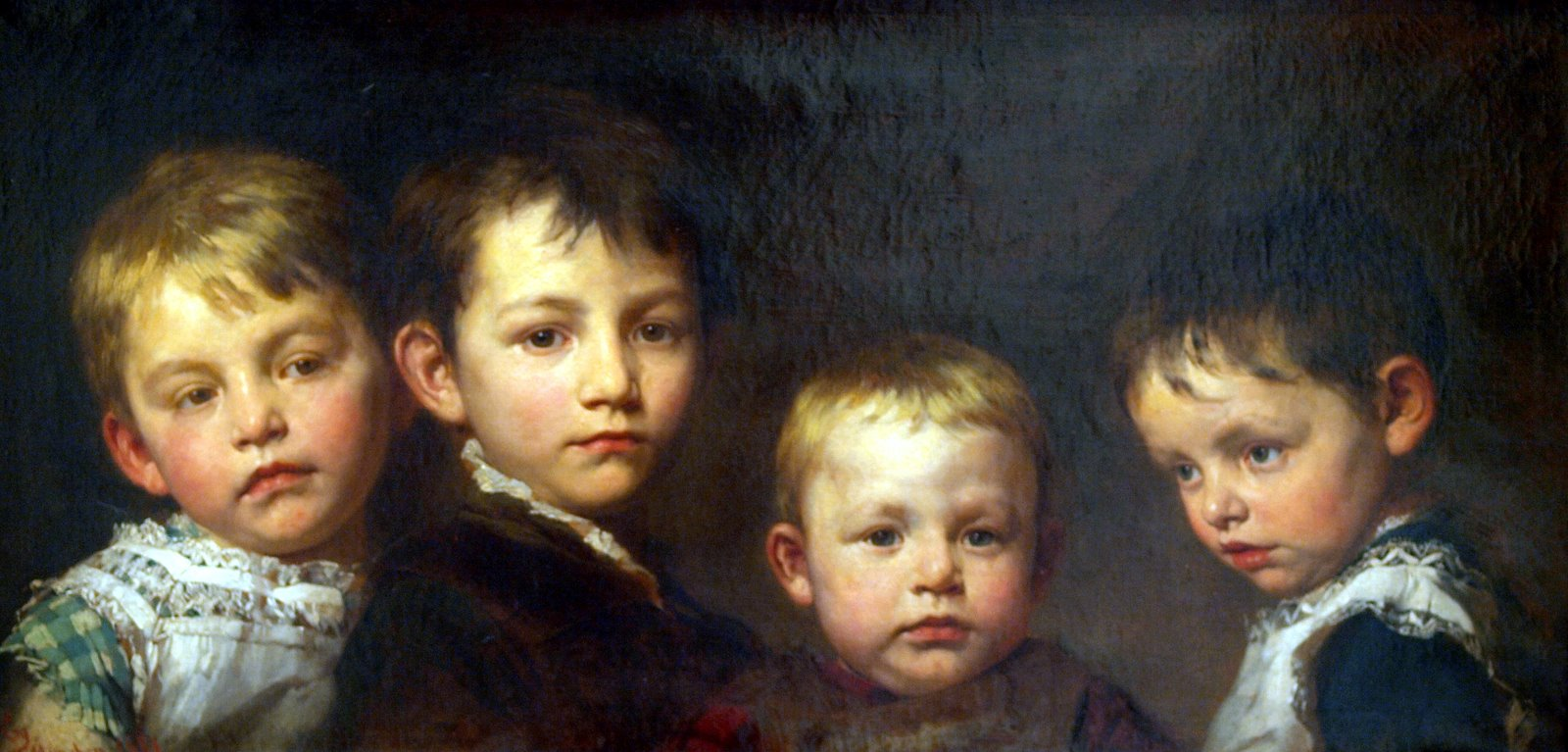
Gyermekeim (1881)

Benczúr Vilmos (1811–1873) és Laszgallner Paulina (1815-1885) fiaként született. Családja 1846-ban Kassára költözött. Középiskolás korában Klimkovics Ferenc és Klimkovics Béla magánrajziskolájában, Kassán kezdett festeni és rajzolni. 1861-től  a müncheni Képzőművészeti Akadémián Hermann Anschütz, majd 1865-től 1869-ig Karl von Piloty tanítványa volt. 1869-ben Olaszországban, 1874-ben Franciaországban tett tanulmányutat.
1873-ban feleségül vette művészbarátja húgát, Karolina Maxot. Négy gyermekük született. Felesége halálát (1890) követően 1892-ben újból megnősült, második felesége Ürmössy Boldizsár Piroska, a Budapesti Állami Tanítóképezde tanára.
A nyarakat az 1870-es évek közepétől a Starnbergi-tó melletti Ambachban töltötte, ahol 1885-ben felépült nyaralója öccse, Benczúr Béla tervei alapján.
1876-tól 1883-ig a müncheni akadémián tanított. Hazatérésekor megalapította az első magyar művészképzőt a Benczúr-mesteriskolát, melyet haláláig igazgatott. Már életében elismert és köztiszteletben álló festőművész volt. 1906-ban a főrendiház örökös, 1910-ben a Magyar Tudományos Akadémia tiszteleti tagja lett.

## Művészi pályája

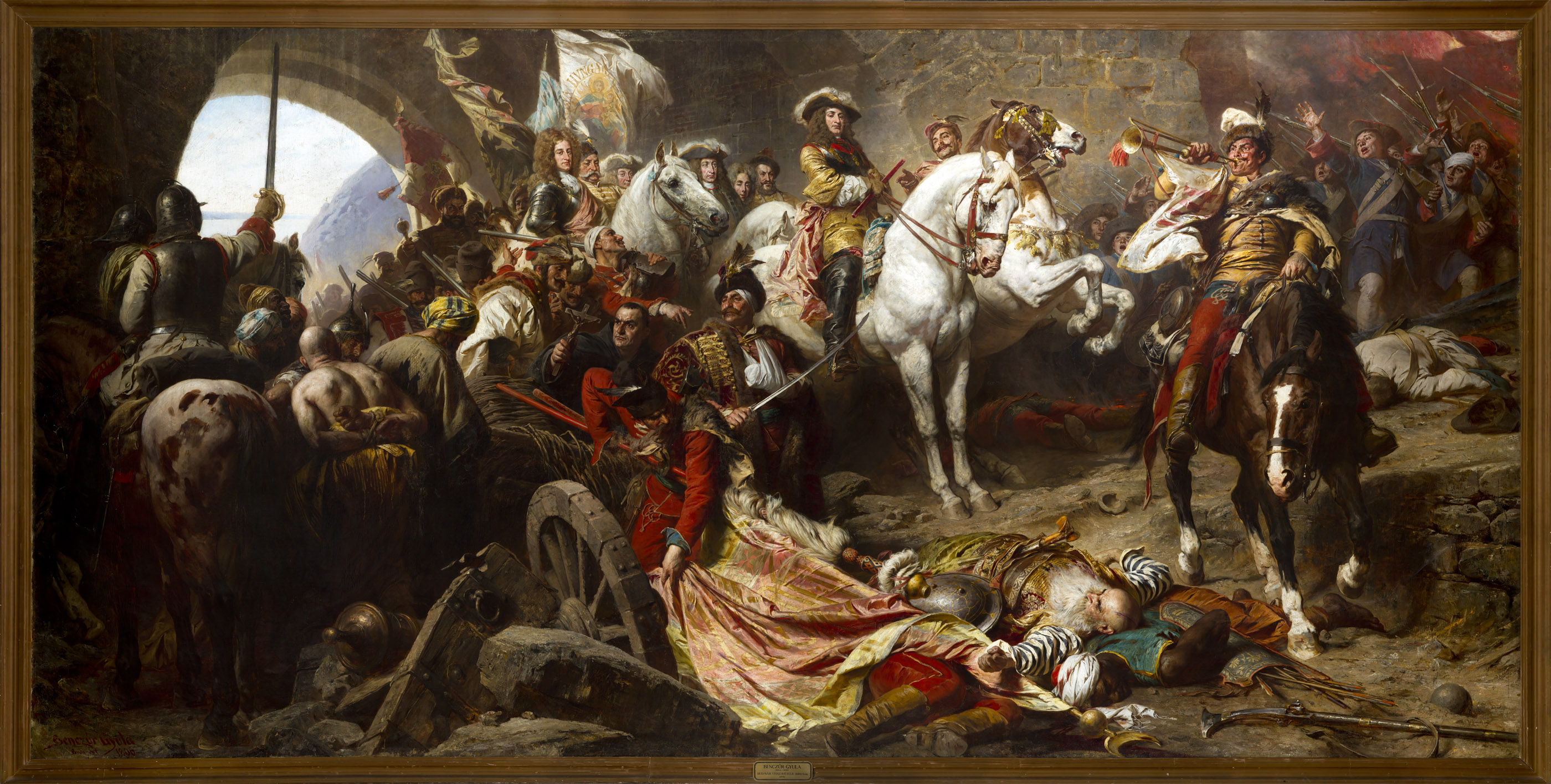
Budavár visszavétele (1896)

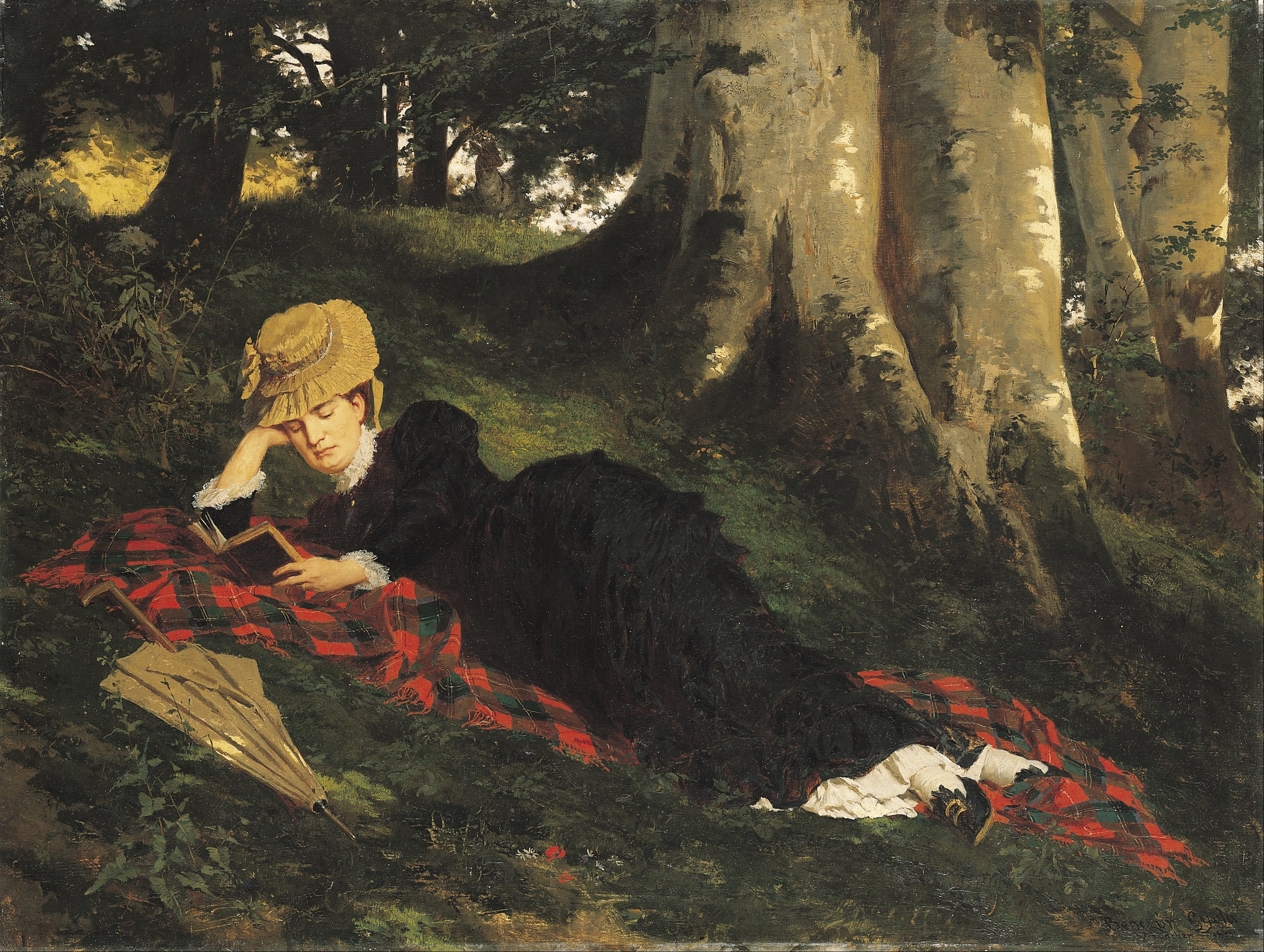
Olvasó nő (1875, olaj, vászon, Magyar Nemzeti Galéria, Budapest)

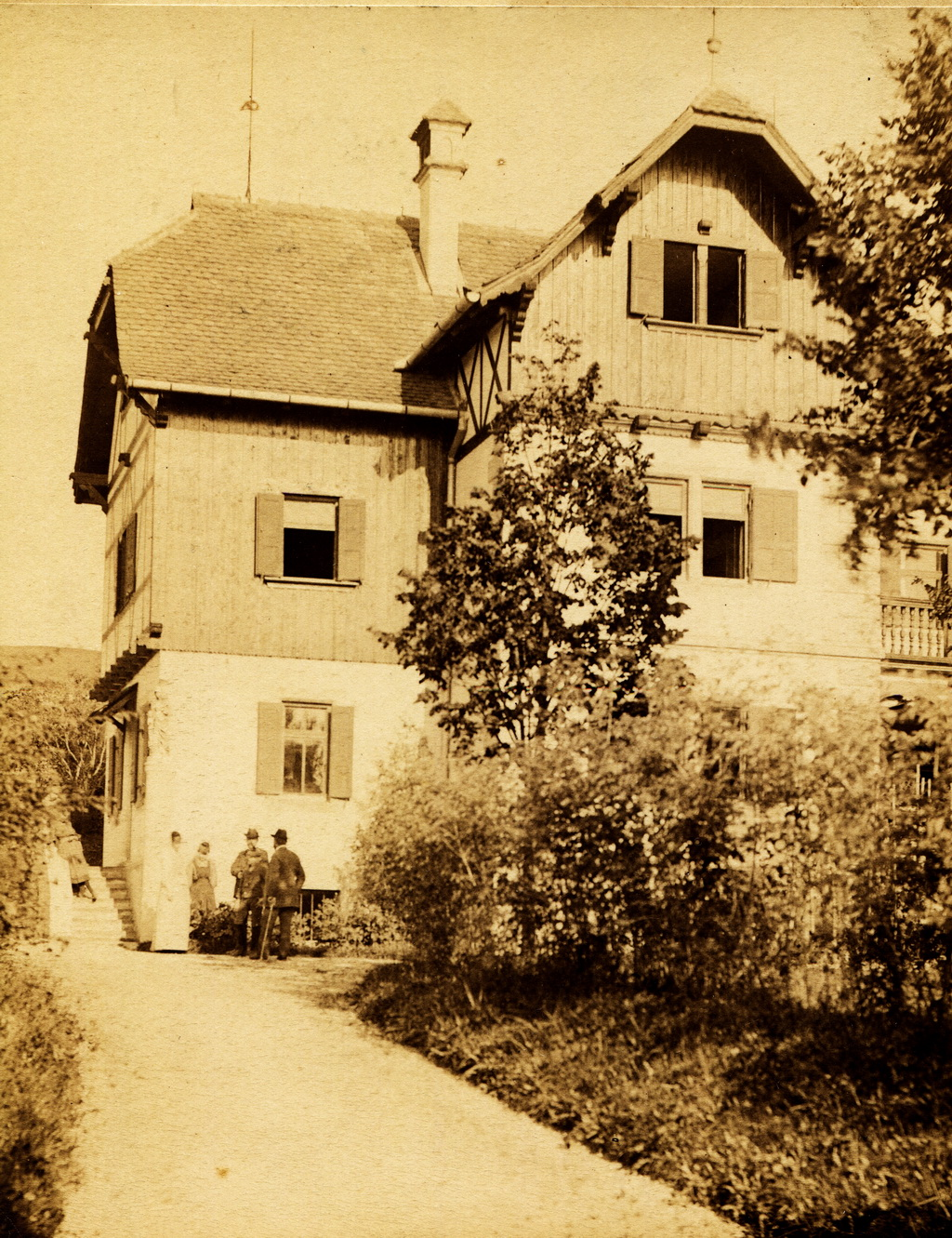
Benczúr Gyula ambachi nyaralója

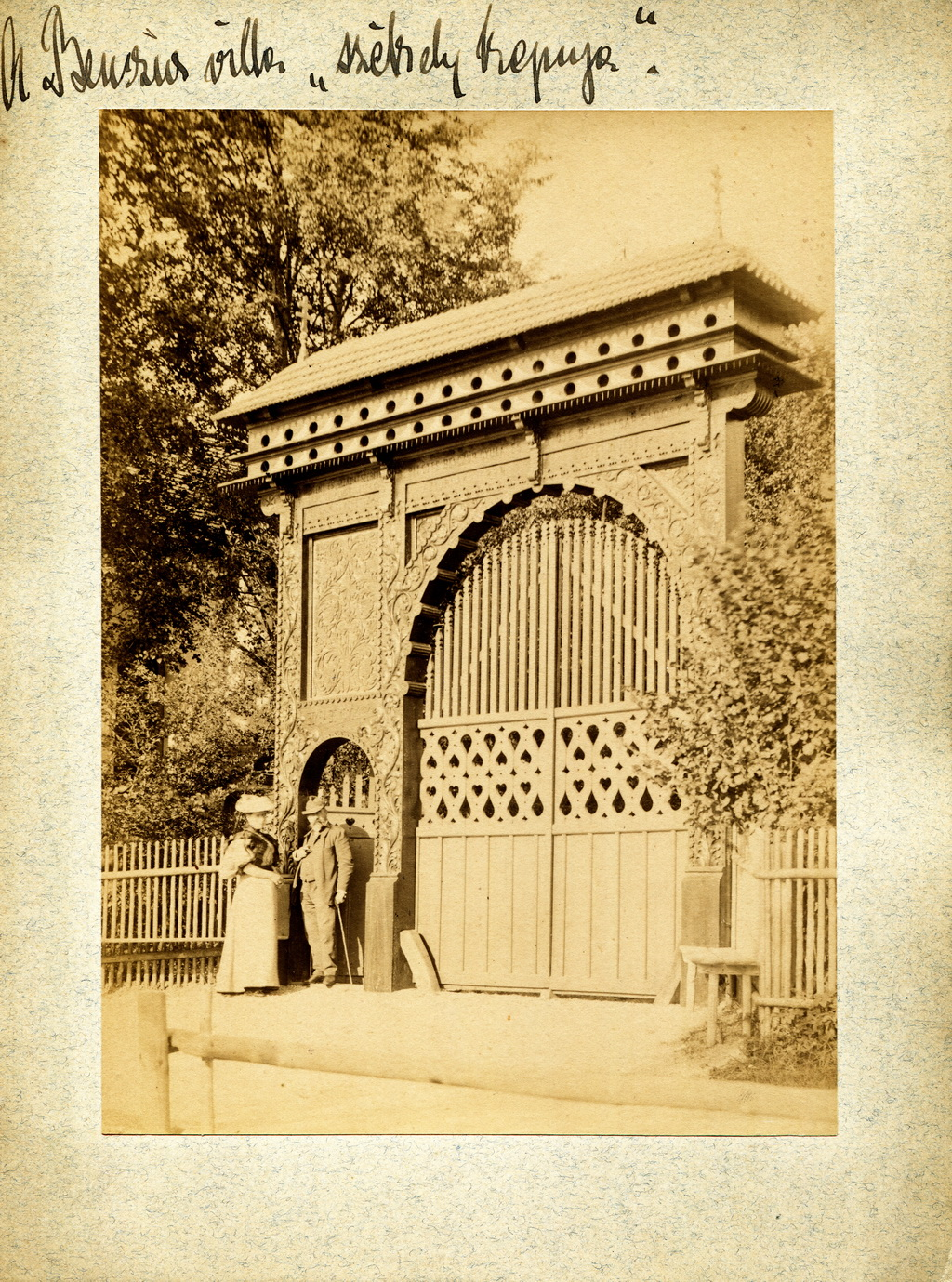
Székelykapu Benczúr Gyula ambachi nyaralója előtt

A 19. századi magyar akadémikus történeti festészet kiemelkedő alakja. Pályájának korai szakaszát a biedermeier stílusú arcképek (Gizella), a romantikus életképek (Balatoni halásztragédia), illetve a Karl von Piloty festészetének hatását magukon viselő történelmi tárgyú képek jellemzik (II. Rákóczi Ferenc elfogatása). Első sikerét Hunyadi László búcsúja című képével érte el 1866-ban. 1875-ben a történelmi festészeti verseny nyertese lett Vajk megkeresztelése című képével. II. Lajos bajor király megbízásából számos történelmi tárgyú képet festett (XV: Lajos és Dubarry asszony 1874). Hazatérése után aktokat, portrékat és mitológiai témájú képeket festett. Utolsó alkotói korszakát a monumentális történelmi kompozíciók jellemzik. A millenniumra 1896-ban megfestett Budavár visszavétele című műve a műfaj egyik legjelentősebb alkotása. 1900-ban a párizsi világkiállításon első díjat  nyert  a Nagyváradon festett, Schlauh Lőrincz nagyváradi bíborost ábrázoló portréjával, amely máig Nagyváradon a püspöki palotában tekinthető meg. 1907-ben befejezett Ezredéves hódolat című képe egész Európában feltűnést keltett. Élete utolsó éveiben a budai várba tervezett nyolc képből álló történelmi tárgyú képsorozaton dolgozott, melyből kettőt tudott elkészíteni (Mátyás fogadja a pápa követeit, A diadalmas Mátyás). Pályafutása során számos művészeti díjat nyert. Műveivel aranyérmet nyert Párizsban (1878, 1900), Berlinben (1886, 1910), Bécsben (1877, 1888) és Münchenben (1888).

### Főbb művei
- Önarckép (1861)
- Kislány pojácával (1863)
- Balatoni halásztragédia (1864)
- Hunyadi László búcsúja (1866)
- Etelka (1868)
- II. Rákóczi Ferenc elfogatása (1869)
- Gizella (1870)
- Benczúr Géza (1872)
- Nő erdőben (1873)
- XV. Lajos és Dubarry (1874-től több változatban)
- Olvasó nő (1875)
- Vajk megkeresztelése (1875)
- Szerecsen fejedelem (1876)
- XVI. Lajos és családja (1875)
- Kun László halála (1880)
- Nárcissus (1881)
- Bacchánsnő (1882)
- Andrássy Gyula (1884)
- Trefort Ágoston (1885)
- Budavár visszavétele (1896)
- Károlyi Lászlóné (1898)
- Batthyány Elemér (1898)
- Erzsébet királyné (1899)
- Schlauh Lőrincz (1900)
- Szent István felajánlja a koronát (1901)
- Ezredéves hódolat (1907)
- Ádám és Éva (1909)
- Petőfi Sándor (1909)
- Háromkirályok imádása (1910)
- Mikszáth Kálmán (1910)
- Wekerle Sándor (1911)
- Kleopátra (1911)
- Mátyás fogadja a pápa követeit (1915)
- IV. Károly koronázása (1916)
- Krisztus az Olajfák hegyén (1919)
- A diadalmas Mátyás (1919)

## Képek

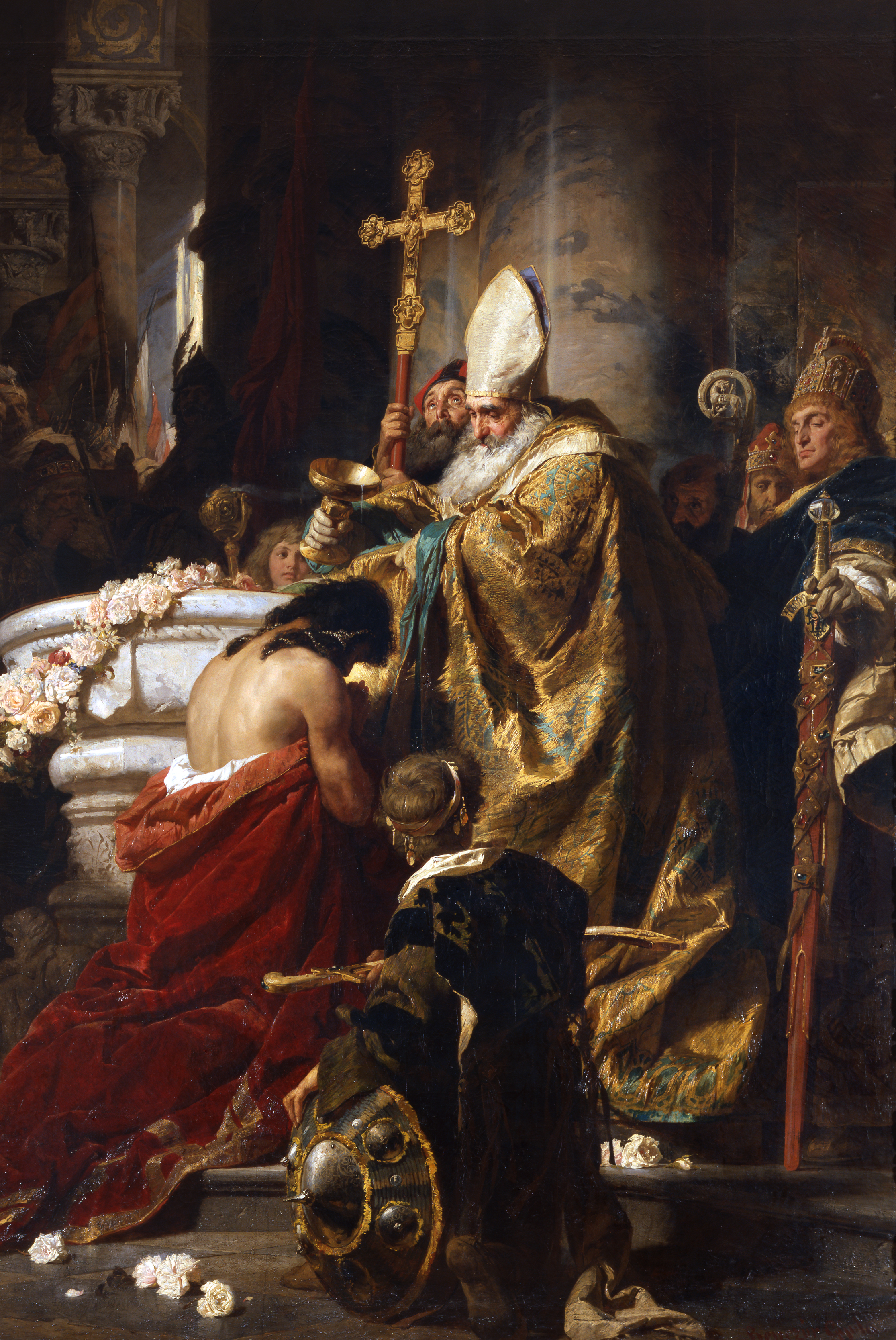
Vajk megkeresztelése (1875, Magyar Nemzeti Galéria)
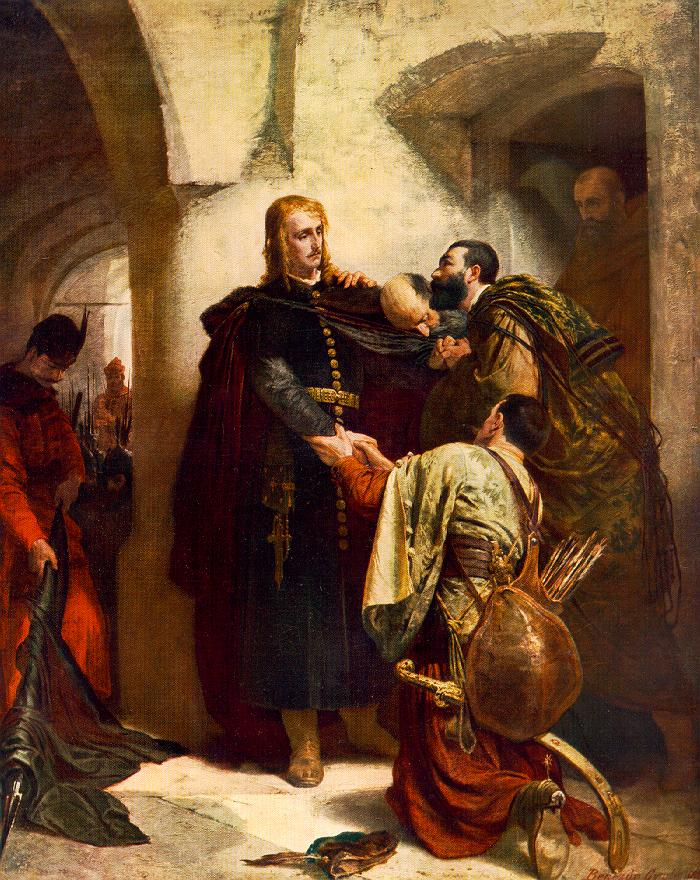
Hunyadi László búcsúja (1866)
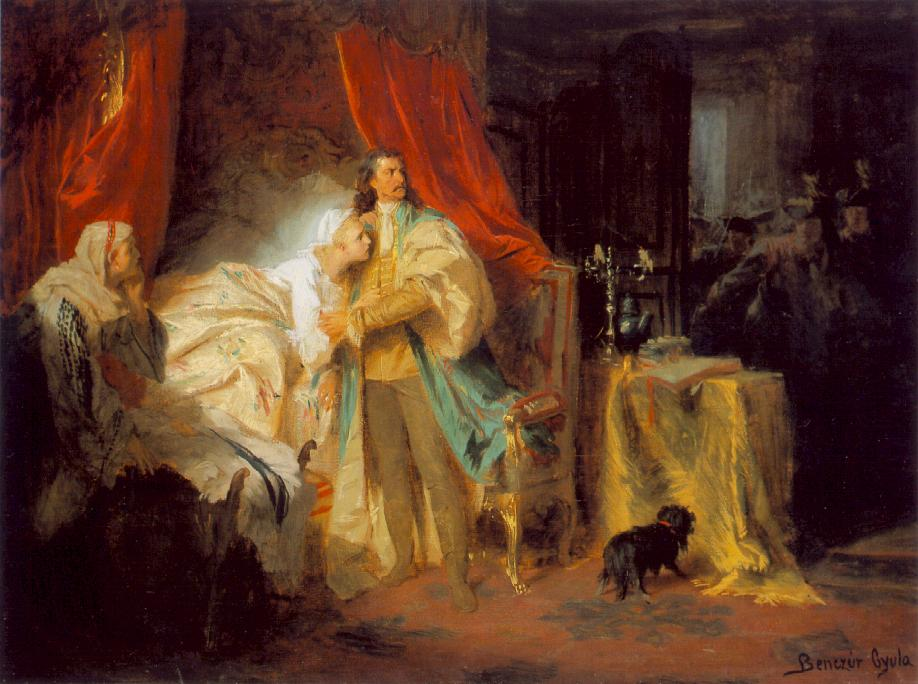
II. Rákóczi Ferenc elfogatása a nagysárosi várban (1869)
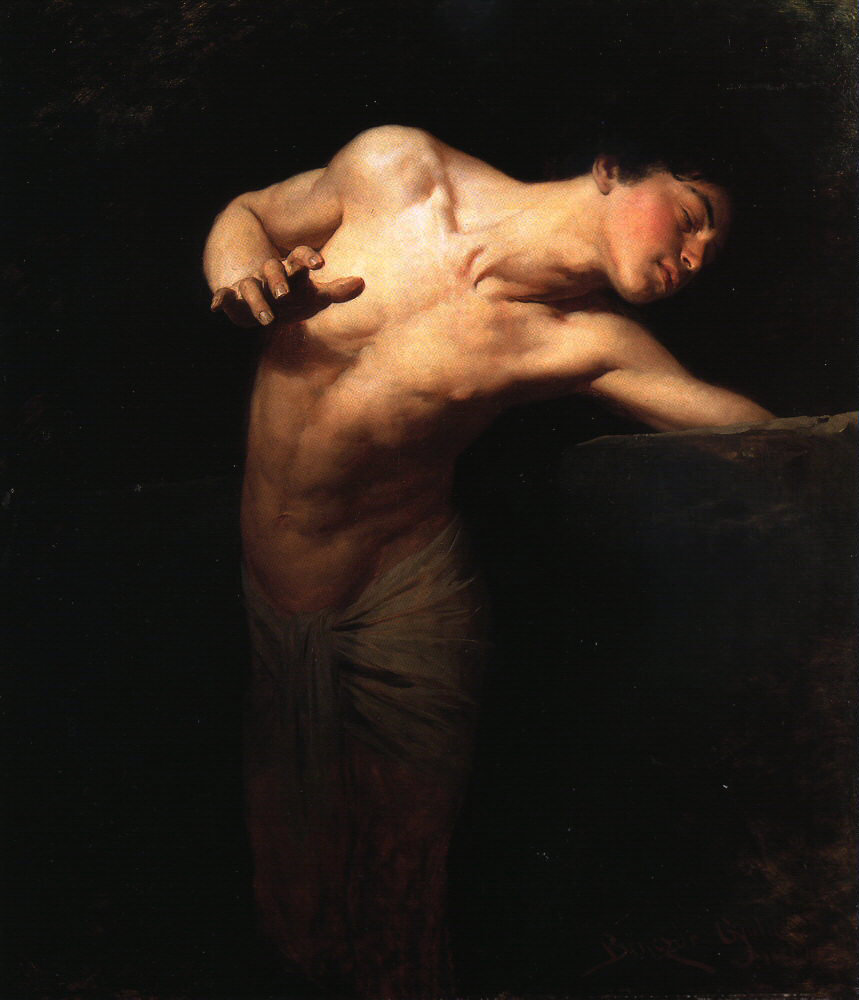
Narcissus (1881)
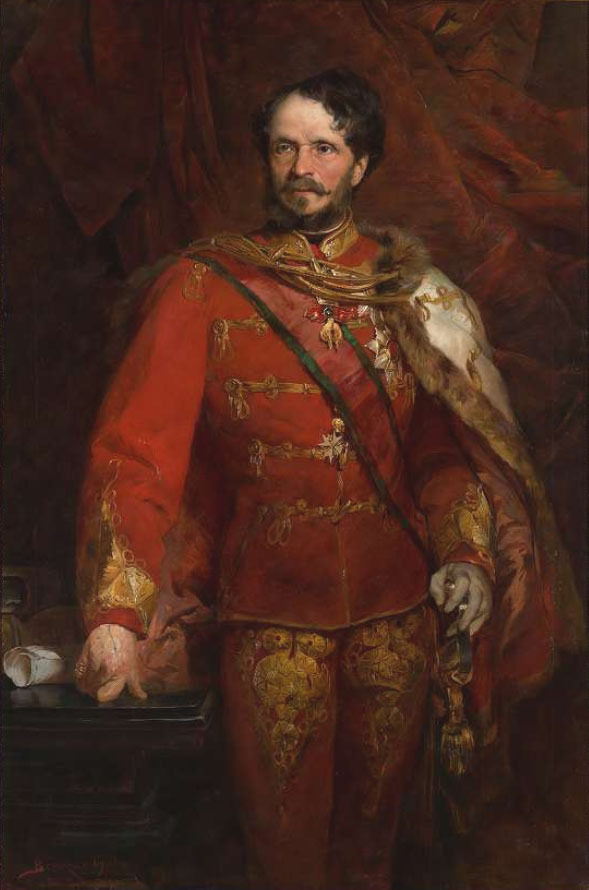
Andrássy Gyula gróf (1884)
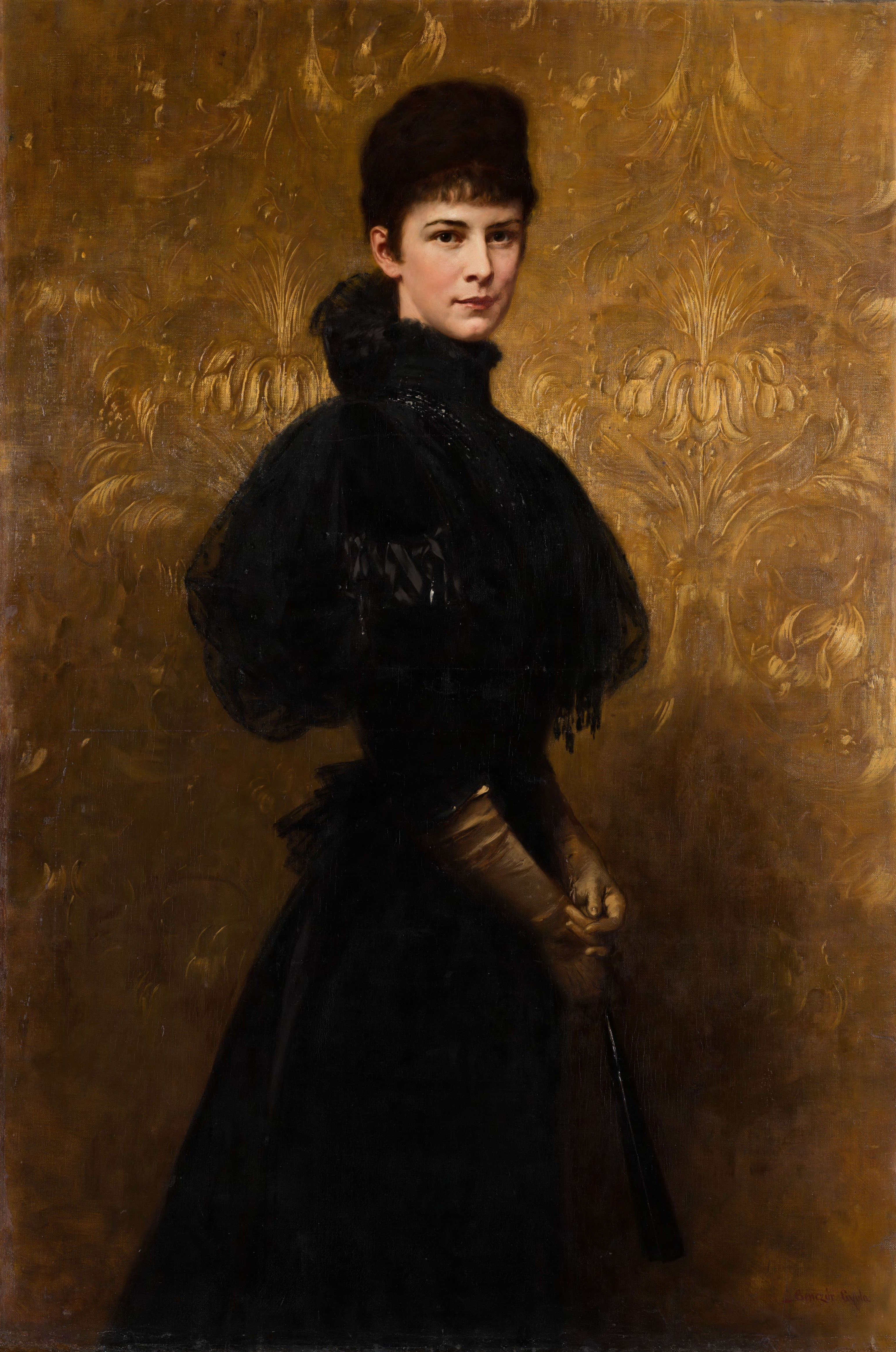
Erzsébet királyné arcképe (1899)
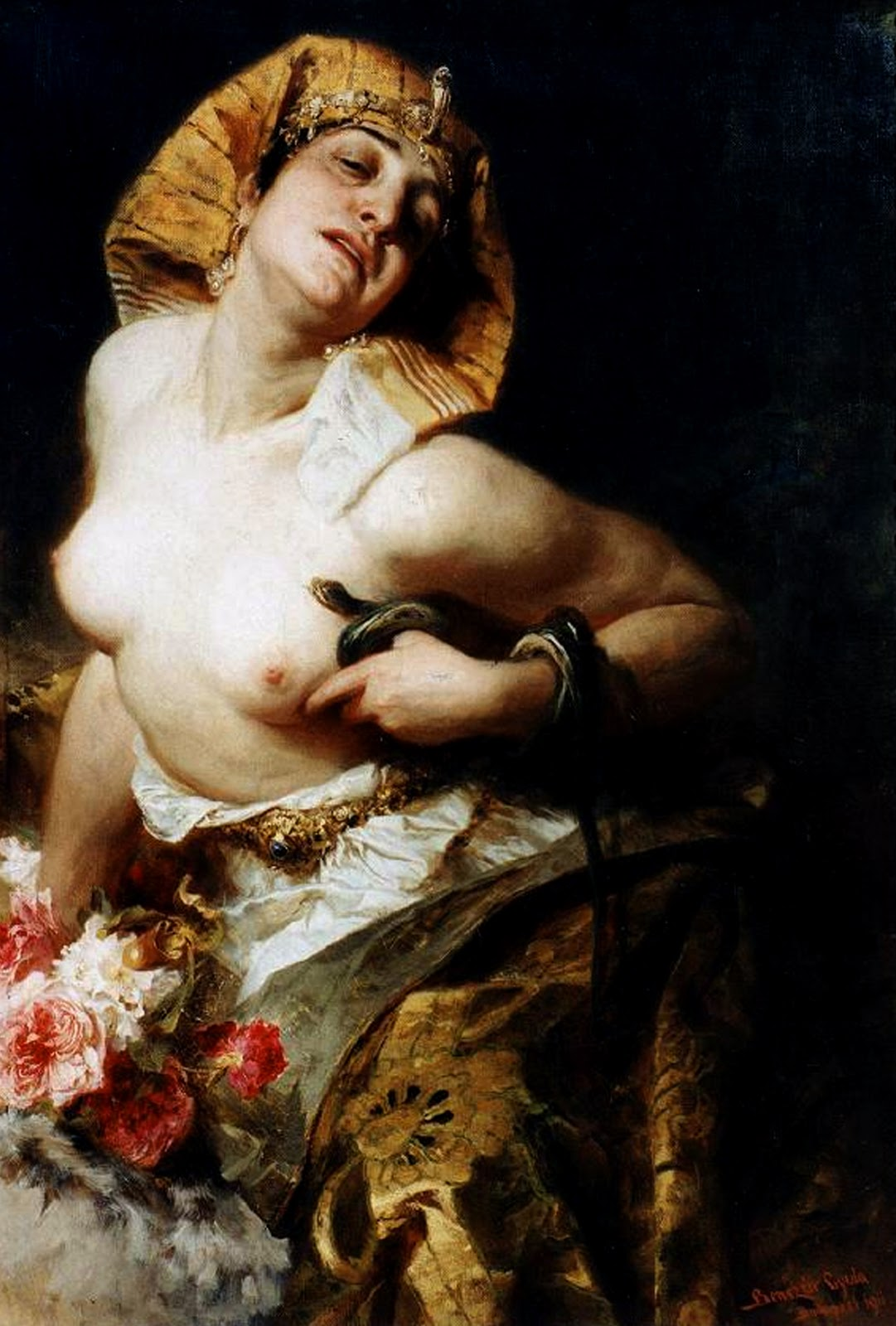
Kleopátra (1911)

## Emlékezete

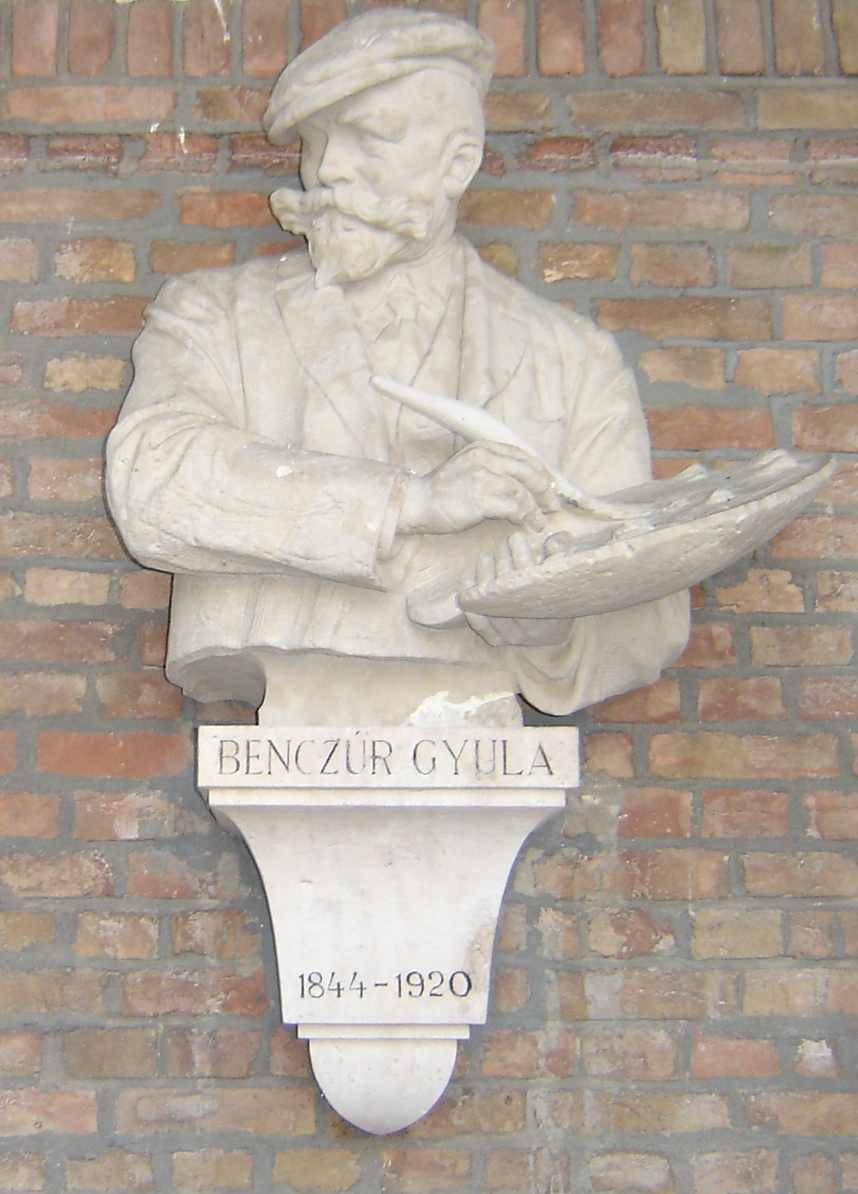
Benczúr Gyula szobra a szegedi Patheonban

Műveiből emlékkiállítást rendeztek Budapesten 1920-ban a Műcsarnokban, 1944-ben a Szépművészeti Múzeumban, 1958-ban a Magyar Nemzeti Galériában, valamint 2001-ben az Ernst Múzeumban.
1921-ben tanítványai megalapították a Benczúr Társaságot, mely 1954-ig működött. 1927-ben Dolány az ő emlékére vette fel a Benczúrfalva – ma Szécsény városrésze – nevet. Szegeden, a Nemzeti Emlékcsarnokban (Dóm téren a körbefutó árkádok alatt) őrzik portrészobrát hazánk számos kiváló tudósának, művészének, politikusának szobraival együtt. Benczúr Gyula szobrának alkotója Kisfaludi Strobl Zsigmond, a szobrot gróf Széchenyi Károly ajándékozta a városnak 1930-ban.

## Családjának nevezetesebb tagjai
Gyermekei Benczúr Elza iparművész, Benczúr Olga képző- és iparművész, Benczúr Ida festőművész és Benczúr Gyula orvos. Unokái Vastagh Éva és Vastagh László szobrászművészek. Öccse Benczúr Béla építész. ifj. Vastagh György szobrászművész a veje, Gabriel von Max festőművész a sógora volt.